# Tuapeka (rivière)
La rivière Tuapeka (en anglais : Tuapeka River) est un cours d’eau situé dans le sud de la région de Otago dans l’Île du Sud de la Nouvelle-Zélande.

## Géographie
C’est un affluent du fleuve Clutha, qu’il rejoint à l’embouchure de Tuapeka Mouth entre les villes de  Roxburgh et Balclutha.

## Histoire
La principale prétention de renommée de la rivière Tuapeka est d’avoir été le centre de la ruée vers l'or d'Otago de 1860. La première découverte majeure d’or dans la région d’Otago a eu lieu à Gabriel's Gully, près de Tuapeka, en 1861.